# Onthophagus pseudosanguineus
Onthophagus pseudosanguineus es una especie de insecto del género Onthophagus, familia Scarabaeidae, orden Coleoptera.

Fue descrita científicamente por Walter & Cambefort en 1977.